# Aqua City
Die Aqua City war ein Massengutschiff, das ab 1984 kommerziell erfolgreich mit einem kombinierten Motor- und Segelantrieb betrieben wurde.

## Geschichte
Nach dem Ende der „klassischen“ Segelfrachtschiffahrt, wurden vor dem Hintergrund der hohen Bunkerpreise während der Ölkrisen Mitte der 1970er Jahre und Anfang der 1980er Jahre weltweit Systeme entwickelt, mit denen versucht wurde, bei einem ansonsten herkömmlichen Frachtschiff mit Hilfe einer Segeleinrichtung den Kraftstoffverbrauch zu reduzieren.
Schon Mitte 1979 lief das nur 83 BRT große Segel-Motorschiff Mini Daigo vom Stapel, an dem eine ähnliche Segelanlage erfolgreich erprobt wurde. Dieses Grundkonzept wurde 1980 bei der erheblich kleineren Segelmotortanker Shin Aitoku Maru durch Nippon Kokan in Zusammenarbeit mit der JAMDA (JApan Machinery Development Association) entwickelt und umgesetzt.
Aufgrund der so erhaltenen Erfahrungen wurde die Aqua City 1984 von der japanischen Nippon Kokan Werft in Tsurumi gebaut. Der gemischte Motorsegelbetrieb wurde für längere Zeit ohne nennenswerte Störungen durchgeführt. In den 1990er Jahren wurde die Segelanlage jedoch abgebaut, da steigender Wartungs- und Reparaturbedarf der Segel bei den um diese Zeit niedrigeren Bunkerpreisen keinen effizienten regulären Betrieb mehr erlaubten.
1990 wurde das Schiff in Hua Tu, 1997 in Galvanic, 2006 in Merida und im Jahr 2011 schließlich in Wan Tai umbenannt. Nach mehreren Eigner- und Namenswechseln wurde das Schiff schließlich im September 2013 verschrottet.

## Segelanordnung
Die beiden von N.K.K. entwickelten automatisch gesteuerten starren, aber faltbaren JAMDA-Segel waren an zwei vorderen Masten angebracht und sollten eine Treibstoffersparnis zwischen 10 und 30 Prozent bringen.